# Kötelező táncok
A Kötelező táncok egy 1992-es ausztrál romantikus filmvígjáték, amelyet Baz Luhrmann rendezett, és mellyel társszerzőként is debütált. A film az első a színházi motívumokkal kapcsolatos filmek úgynevezett „Vörös függöny” trilógiájában; ezt követte az 1996-os Rómeó + Júlia és a 2001-es Moulin Rouge!. A Kötelező táncok egy, a kritikusok által is elismert színpadi művön alapul, amelyet 1984-ben Luhrmann és diáktársai a Sydney-i National Institute of Dramatic Artsban végzett tanulmányaik során vittek színpadra. A darab kibővített változata 1986-ban a pozsonyi Csehszlovák Ifjúsági Drámafesztiválon aratott sikert, 1988-ban pedig a Sydney's Wharf Theatre-ben volt sikeres, ahol Ted Albert ausztrál zenei vezető és felesége, Antoinette látta. Mindketten imádták, és amikor Albert nem sokkal később megalapította az M&A Productions filmgyártó céget, felajánlották Luhrmann-nak, hogy a darabját megfilmesítik. Luhrmann beleegyezett azzal a feltétellel, hogy ő legyen a rendező. 

## Cselekmény
Scott Hastings hatéves kora óta tanul táncolni. Édesanyja, Shirley társastáncot tanít, apja, Doug pedig intézi a karbantartási munkákat a táncstúdióban, és titokban régi felvételeket néz az egykori táncversenyeiről. Scott személyes táncstílusának kialakítása érdekében azért harcol, hogy megnyerje a táncversenyt (Pan-Pacific Grand Prix Dancing Championship), de innovatív, mutatós tánclépéseit nem tekintik alkalmasnak a versenyzésre.

## Fordítás
Ez a szócikk részben vagy egészben  a   Strictly Ballroom című angol Wikipédia-szócikk ezen változatának fordításán alapul.  Az eredeti cikk szerkesztőit annak laptörténete sorolja fel. Ez a jelzés csupán a megfogalmazás eredetét és a szerzői jogokat jelzi, nem szolgál a cikkben szereplő információk forrásmegjelöléseként.